# جشن عروسی

جشن عروسی در روسیه قرن هفدهم توسط کنستانتین ماکوفسکی

جشن عروسی جشنی است که معمولاً پس از اتمام مراسم ازدواج به عنوان پذیرایی از کسانی که در مراسم عروسی شرکت کرده‌اند برگزار می‌شود. در این جشن زوج برای نخستین بار به عنوان متأهل در جامعه حضور می‌یابند. میزبانان غذا و نوشیدنی را انتخاب می‌کنند، اگرچه کیک عروسی نیز محبوب است.
پذیرایی از میهمانان بعد از مراسم عروسی در اکثر جوامع سنتی است و می‌تواند از نیم ساعت تا چندین ساعت یا حتی روزها ادامه داشته باشد. اکثر مراسم عروسی در شب برای شام انجام می‌شود. با این حال، زوج ممکن است یک ناهار، چاشت، یا حتی چای بعد از ظهر را انتخاب کنند. در نهایت زوج متأهل جزئیات و مکان پذیرایی را انتخاب می‌کنند.
در برخی از فرهنگ‌ها، جشن‌های عروسی جداگانه برای خانواده عروس و داماد برگزار می‌شود.

## تاریخچه
برگزاری جشن برای عروسی ریشه در اعماق پیش از تاریخ دارد. در انجیل از معجزه عیسی در یک مراسم جشن عروسی در روستای قانا به تفصیل سخن گفته شده‌است.
در ایران نیز جشن عروسی پیر شالیار که ریشه‌های کهن اساطیری دارد، هنوز همه ساله در سالگرد ازدواج وی در مناطقی از کردستان گرامی داشته می‌شود. همچنین در مونیخ از سال ۱۸۱۰ میلادی، جشن اکتبر با مناسبت مشابهی هرساله برپا داشته می‌شود.

## جشن عروسی گروهی
گاهی برخی از جشن‌های عروسی به صورت مشترک برگزار می‌شود؛ مثلاً عروسی دو برادر یا عروسی دو خواهر یا حتی دو دوست با همسرانشان. در فیلیپین چنین ازدواج‌هایی بدیمن تلقی می‌شوند.
شاید بزرگترین جشن عروسی دنیا از این نوع، عروسی‌ای باشد که اکتبر ۲۰۰۹، در حیاط دانشگاهی واقع در در نزدیکی سئول، پایتخت کره جنوبی برگزار شد. در این مراسم بیش از بیست هزار عروس و داماد از کشورهای مختلف جهان، آغاز زندگی مشترک خود را به صورت گروهی جشن گرفتند. هم‌زمان با این مراسم، در آئینی مشابه در ایران، دوازده هزار زوج ایرانی نیز زندگی مشترک خود را جشن گرفته‌اند.